# Gérard Maillard (football)
Gérard Maillard est un footballeur français né le 29 janvier 1953 à Vesoul. Il évoluait au poste de défenseur central.

## Carrière
Il évolue pendant sa carrière au Racing Club Franc-Comtois (Division 2) et au Football Club de Sète (Division 3).
Il devient entraineur après sa carrière de footballeur,.